# Équipe du Brésil de rugby à XV des moins de 20 ans
L'équipe du Brésil des moins de 20 ans est constituée par une sélection des meilleurs joueurs brésiliens de rugby à XV de moins de 20 ans, sous l'égide de la Fédération brésilienne de rugby à XV.

## Histoire
L'équipe du Brésil des moins de 20 ans est créée en 2008, remplaçant les équipes du Brésil des moins de 21 ans et des moins de 19 ans à la suite de la décision de l'IRB en 2007 de restructurer les compétitions internationales junior. Elle participe au Trophée mondial junior suivant son classement.
En 2019, alors que le Trophée mondial est organisé « à domicile », la sélection de Os Curumins participe à la compétition en tant que pays hôte. Ils terminent à l'avant-dernière place, remportant le dernier match de classement contre Hong Kong.